# Ben Verbong

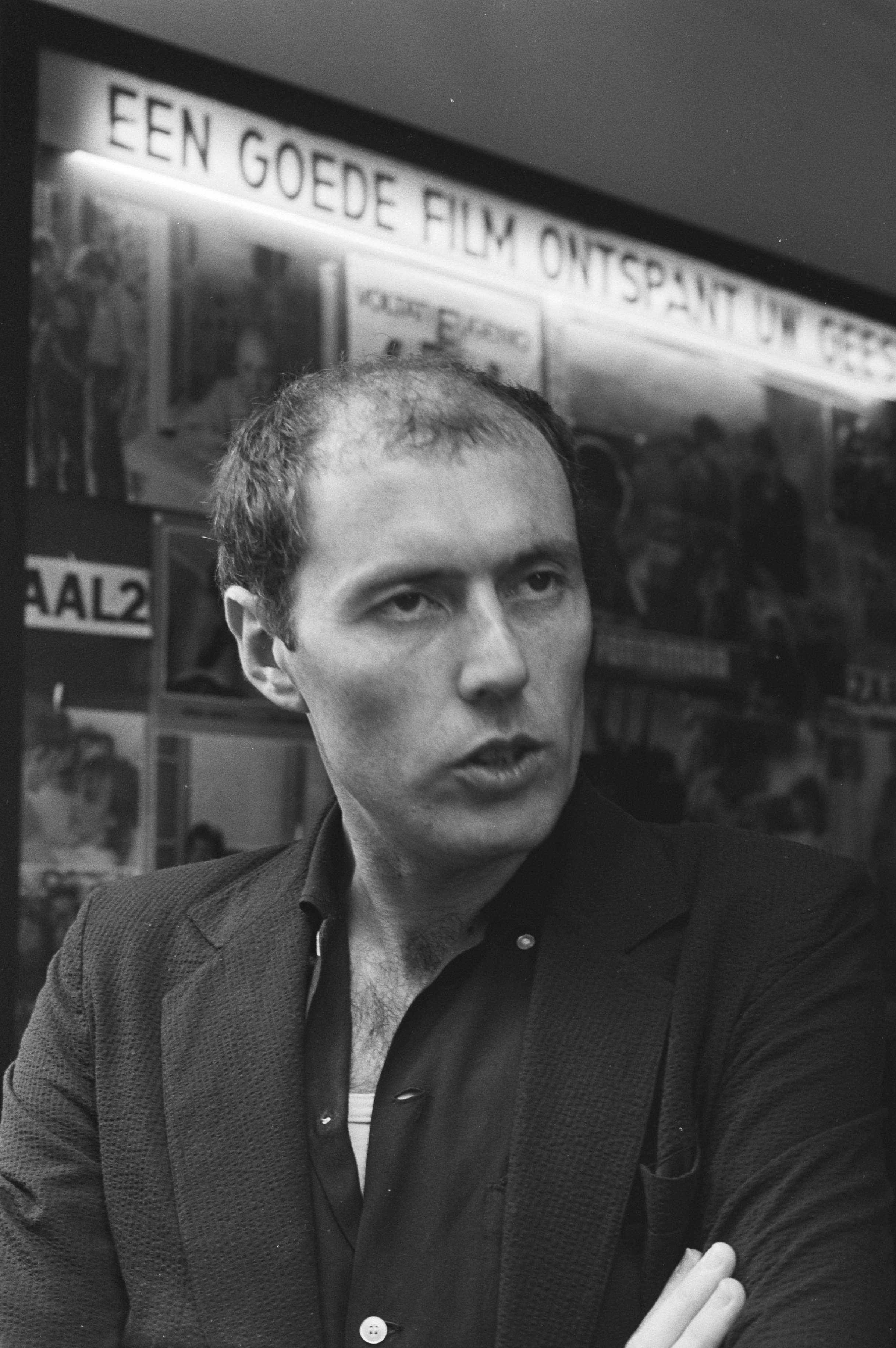
Ben Verbong bei der Vorstellung von Das Mädchen mit dem roten Haar am 15. September 1981

Ben Verbong (* 2. Juli  1949 in Tegelen) ist ein niederländischer Regisseur.

## Leben und Karriere
Nach dem Studium an der Nederlandse Filmacademie (NFA) entstand 1981 unter seiner Regie der Film Das Mädchen mit dem roten Haar. Für seinen Film Lily Was Here steuerte 1989 der Eurythmics-Gründer David A. Stewart den Soundtrack bei.
Seit 1997 arbeitet Verbong auch in Deutschland. Er inszenierte unter anderem Das Sams. Für das Fernsehen inszenierte er 1999 für die ARD die Tatort-Folge Kinder der Gewalt.
Im Jahr 2000 führte er in seinem Heimatort Tegelen bei den Passionsspielen Regie, die dort alle fünf Jahre stattfinden. Er ist verheiratet mit der Choreografin und Theaterwissenschaftlerin Jacqueline Knoops.

## Filmografie
Regisseur:
- 1981: Das Mädchen mit dem roten Haar
- 1984: Der Skorpion
- 1989: Lily Was Here
- 1991: Die unanständige Frau
- 1994: In einer heißen Nacht
- 1997: Die Suche nach K.
- 1998: Geliehenes Glück
- 1998: Schock – Eine Frau in Angst
- 1999: Lieber böser Weihnachtsmann
- 1999: Tatort – Kinder der Gewalt
- 2000: Zerbrechliche Zeugin
- 2001: Abgedreht
- 2001: Das Sams
- 2002: Hanna – wo bist Du?
- 2003: Sams in Gefahr
- 2005: Brautpaar auf Probe
- 2005: Es ist ein Elch entsprungen
- 2007: Herr Bello
- 2009: Ob ihr wollt oder nicht
- 2010: Takiye – In Gottes Namen
- 2011: Das Mädchen auf dem Meeresgrund
- 2012: Ein vorbildliches Ehepaar
- 2013: Mona kriegt ein Baby
- 2014: Hochzeitskönig
- 2014: Sophie kocht
- 2015: Die Trapp Familie – Ein Leben für die Musik
- 2017: Honigfrauen
- 2019: Ein ganz normaler Tag
- 2023: Toen Ik Je Zag (englisch: Broken)

## Auszeichnungen
- 1981 Preis der Niederländischen Filmkritik für Das Mädchen mit dem roten Haar
- 1995 Regiepreis in Silber für Charlotte Sophie Bentinck in Biarritz
- 2001 Deutscher Filmpreis für Das Sams
- 2001 Bayerischer Filmpreis für Das Sams
- 2003 Bayerischer Filmpreis für Sams in Gefahr
- 2003 Kindermedienpreis Der weiße Elefant für die Regie von Sams in Gefahr
- 2005 Bayerischer Filmpreis für Es ist ein Elch entsprungen
- 2017 Outstanding Accomplishment Award (Cinesud)
- 2018 Jupiter für Honigfrauen
- 2018 Silver Award, Serienfestival New York für Honigfrauen
- 2019 3Sat-Audience Award für Ein ganz normaler Tag